# Seitō (revista)

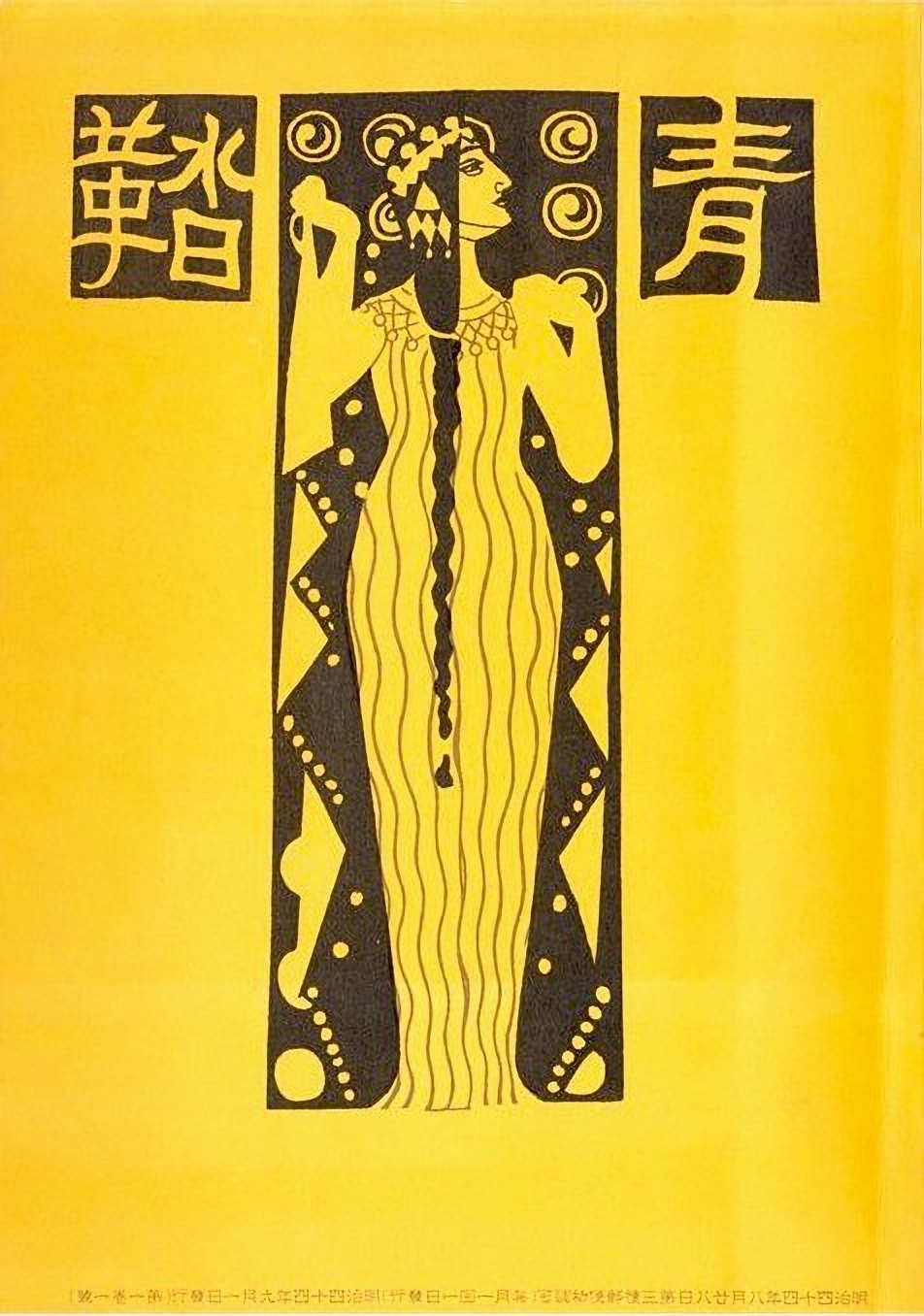
Portada del n.º 1 de Seito

Seitō, también llamada Bluestocking, es una revista feminista japonesa creada en 1911 por cinco mujeres: Yasmochi Yoshiko, Mozume Kazuko, Raichō Hiratsuka, Kiuchi Teoko y Nakano Hatsuko. El nombre hace referencia al Bluestocking Society (Seitō-sha 青鞜社), un grupo intelectual de mujeres que surgió en Inglaterra en el siglo XVIII y en el que se debatían temas fundamentalmente relacionados con la literatura. La revista, que se publicó hasta 1916, es considerada el origen del movimiento feminista en Japón.

## Historia
Este grupo de cinco mujeres se habían graduado en la Universidad de las Mujeres que había sido recientemente creada en Japón. Una de sus colaboradoras, Raichō Hiratsuka comenzó el primer ejemplar de la revista con la frase “En el inicio, la mujer era el sol…” (原始, 女性は太陽であった), en respuesta a Nietzsche que hablaba sobre la inferioridad de la mujer.
En la revista colaboraron importantes poetas y personas defensoras de los derechos de la mujer como Akiko Yosano y Nobuko Yoshiya. La revista tuvo bastante éxito en sus primeros años, llegando a tener miles de colaboraciones y a una gran tirada de entre mil y tres mil ejemplares, algo destacable para la época. Las portadas eran diseñadas por la artista Kokichi Otake.
Muchas miembros de Seitō se refirieron a sí mismas como “Nuevas Mujeres” (Shin-fujin；新婦人) para denotar a la mujer que comenzaba a modernizarse en aspectos sociales como la vestimenta, las relaciones con los hombres en público o capaces de elegir a sus propios amantes. La mayoría de la prensa utilizaba este término peyorativamente, pero en la revista se optó por utilizarlo en el sentido de liderazgo y reformador de las relaciones de género.
Aunque originalmente se centró en la literatura de mujeres, fue cambiando progresivamente hacia la difusión de ideas liberales y progresistas comprometidas con la liberación de la mujer en la sociedad. Las páginas de Seitō pasaron a estar repletas de ensayos y editoriales sobre temas feministas como la importancia de la decisión propia de la mujer de mantener o no su virginidad antes del matrimonio, la prostitución legalizada, el aborto o el sufragio femenino.
Estos escritos atrajeron notablemente la atención del Ministerio de Interior ya que las críticas al sistema económico capitalista estaban prohibidas bajo la Ley de Orden Público y Policía de 1900. A esto hay que añadir que la oficina de censura del Ministerio también prohibió ciertas expresiones de la revista donde se podía apreciar la franqueza con la que se hablaba de la sexualidad femenina, ya que dichas expresiones eran consideradas amenazas a la moral pública.
Aunque no tuvieron opción y el contenido de la revista se vio afectado, el comportamiento de los miembros de la Seitō-Sha se erigió aún más crítico públicamente. Muchas de sus discusiones redactadas con franqueza sobre el sexo prematrimonial y la defensa de la independencia de la mujer terminaron conduciendo a la revista a una condena pública. Finalmente, una Hiratsuka agotada por las presiones políticas dejó el cargo de editora jefe de la revista, que pasó a ser de la líder anarquista Noe Itō en 1915.
Su último número fue publicado en febrero de 1916.